# Brisas del Soconusco
Brisas del Soconusco är en ort i Mexiko.   Den ligger i kommunen Escuintla och delstaten Chiapas, i den sydöstra delen av landet, 800 km sydost om huvudstaden Mexico City. Brisas del Soconusco ligger 242 meter över havet och antalet invånare är 148.
Terrängen runt Brisas del Soconusco är kuperad åt sydväst, men åt nordost är den bergig. Runt Brisas del Soconusco är det ganska tätbefolkat, med 90 invånare per kvadratkilometer. Närmaste större samhälle är Escuintla, 7,4 km sydväst om Brisas del Soconusco. I omgivningarna runt Brisas del Soconusco växer i huvudsak städsegrön lövskog.